# Asunción Challenger
L'Asunción Challenger, noto come Copa Petrobras Asunción e Copa Petrobras Paraguay per ragioni di sponsorizzazione, è stato un torneo professionistico maschile di tennis giocato sulla terra rossa che faceva parte delle ATP Challenger Series. Si è giocato annualmente dal 2006 al 2010 allo Yacht y Golf Club Paraguayo di Asunción, in Paraguay.
Faceva parte di una serie di tornei Challenger denominata Copa Petrobras inaugurata nel 2004 e dismessa nel 2010. Ogni anno comprendeva tornei svolti in diversi Paesi del Sudamerica e, nella prima stagione, se n'è giocato uno anche in Messico al Guadalajara Challenger 2004.

## Albo d'oro

### Singolare
| Anno | Campione                 | Finalista                | Punteggio        |
| ---- | ------------------------ | ------------------------ | ---------------- |
| 2006 | Guillermo Cañas          | Flávio Saretta           | 6–4, 6–1         |
| 2007 | Franco Ferreiro          | Martín Vassallo Argüello | 6–4, ritiro      |
| 2008 | Martín Vassallo Argüello | Leonardo Mayer           | 3–6, 6–3, 7–6(2) |
| 2009 | Ramón Delgado            | Daniel Gimeno Traver     | 7–6(2), 1–6, 6–3 |
| 2010 | Rui Machado              | Ramón Delgado            | 6–2, 3–6, 7–5    |

### Doppio
| Anno | Campione                                | Finalista                               | Punteggio         |
| ---- | --------------------------------------- | --------------------------------------- | ----------------- |
| 2006 | Tomas Behrend André Ghem                | Carlos Berlocq Martín Vassallo Argüello | 3–6, 6–3, [10–3]  |
| 2007 | Carlos Berlocq Martín Vassallo Argüello | Adrián García Bartolomé Salvá-Vidal     | 7–5, 6–7, [13–11] |
| 2008 | Alejandro Fabbri Leonardo Mayer         | Martin Garcia Mariano Hood              | 7–5, 6–4          |
| 2009 | Rubén Ramírez Hidalgo Santiago Ventura  | Máximo González Eduardo Schwank         | 6–3, 0–6, [10–8]  |
| 2010 | Fabio Fognini Paolo Lorenzi             | Carlos Berlocq Brian Dabul              | 6–3, 6–4          |